# Can Vinyes i Torre de Sant Salvador
Can Vinyes i Torre de Sant Salvador és una masia del municipi de Castelldefels (Baix Llobregat) declarada bé cultural d'interès nacional.

## Descripció
Masia de la família I tipus 1 de la classificació elaborada per Danés i Torras. Formada per tres tramades, i una més que va ser afegida posteriorment possiblement vers el 1950, i el 1983 amb un porxo. Està orientada al nord-est i té adossada una torre defensiva de planta quadrada a la qual se li va afegir un pis. Té també adossada l'Ermita de Sant Salvador dels Arenys a partir de la qual es va formar. Al davant del mas hi ha una bonica creu de terme.

## Història
Durant els segles xiii i XIV existia un hospital de caminants tocant a la Capella de Sant Salvador.
El mas va sorgir de les terres cultivades de l'ermita de Sant Salvador i originàriament s'anomenava "Les Vinyes de Sant Salvador". Es trobava al costat de l'antic camí ral vers Garraf.
Va ser reformada el 1950 i el 1983.